# 913 TCN
913 TCN là một năm trong lịch La Mã.